# Christos Papanikolaou
Christos Papanikolaou (in greco Χρήστος Παπανικολάου?; Trikala, 25 novembre 1941) è un ex astista greco, primatista mondiale dal 1970 al 1972.

## Biografia
Nel 1964 partecipò alla sua prima Olimpiade, quella di Tokyo: dopo aver superato il turno di qualificazione saltando 4,60 m, in finale si fermò a 4,40 concludendo al diciottesimo posto. Nel 1966 colse la sua prima medaglia in una manifestazione internazionale giungendo secondo ai campionati europei con 5,05 m, battuto solo dal tedesco orientale Wolfgang Nordwig. L'anno seguente vinse i Giochi del Mediterraneo saltando 5,15 m.
Nel 1968 a Città del Messico, alla sua seconda Olimpiade, Papanikolau sfiorò la medaglia olimpica: in una gara di altissimo livello saltò 5,35 m al primo tentativo ipotecando un posto sul podio, ma tre atleti (Seagren, Schiprowski e Nordwig) lo sopravanzarono superando i 5,40 m, ad un solo centimetro dal record del mondo, lasciando Papanikolau al quarto posto.
Nel 1970 fu secondo alle Universiadi di Torino battuto ancora da Nordwig che, in quell'occasione, stabilì il primato mondiale con la misura di 5,46 m. Il 24 ottobre dello stesso anno, gareggiando ad Atene, Papanikolaou fece suo il record saltando 5,49 m. Nel 1971 vinse nuovamente ai Giochi del Mediterraneo bissando l'oro di quattro anni prima. Nel 1972, alla sua terza Olimpiade, concluse la finale all'11º posto.
Papanikolaou è stato classificato fra i 10 migliori astisti nel mondo per 7 anni fra il 1966 e il 1972, con un secondo posto nel 1970 come miglior piazzamento.

## Palmarès
| Anno | Manifestazione          | Sede     | Evento | Risultato | Prestazione | Note |
| ---- | ----------------------- | -------- | ------ | --------- | ----------- | ---- |
| 1966 | Europei                 | Budapest | Asta   | Argento   | 5,05        |      |
| 1967 | Giochi del Mediterraneo | Tunisi   | Asta   | Oro       | 5,15        |      |
| 1970 | Universiadi             | Torino   | Asta   | Argento   | 5,42        |      |
| 1971 | Giochi del Mediterraneo | Smirne   | Asta   | Oro       | 5,20        |      |